# Clitoridectomie
La clitoridectomie est une mutilation génitale consistant en l'ablation partielle ou totale du capuchon ou du gland du clitoris ou, exceptionnellement, un acte médical. Sa pratique est traditionnelle dans certaines cultures, dans lesquelles elle est souvent associée à la religion. Elle est généralement pratiquée dans le but de contrôler la sexualité féminine.

## Pratique rituelle de mutilation sexuelle
La pratique de l'excision clitoridienne, plus communément désignée simplement par excision, est le plus souvent rituelle. L'excision clitoridienne s'accompagne souvent d'une ablation des petites lèvres et parfois de toute la partie externe de l'organe génital féminin, à l'exception des grandes lèvres selon le classement de l'UNICEF.

## Pratique historique par des médecins
Historiquement, l'ablation chirurgicale du clitoris a été pratiquée dès le IIe siècle à des fins de contrôle de la sexualité féminine et de normalisation de l'appareil génital féminin par Soranos d'Éphèse. Au XVIIe siècle, Pierre Dionis et André Levret la préconisent pour lutter contre la « nymphomanie ». Au XVIIIe siècle de nombreux médecins en font la promotion ou y ont recours dans les mêmes objectifs de contrôle et de normalisation. Un clitoris trop grand ou trop long est considéré comme une maladie comme l'attestent les nosographies d'Anthelme Richerand ou d'Alexis Boyer. Richerand, après avoir décrit la maladie et un cas de clitoridectomie, note que « les occasions de pratiquer cette opération sont infiniment rares ; et les femmes qui abusent de leur clitoris, ne s'y soumettent pas volontiers ». Pour Pierre Jean Corneille Debreyne, il est aussi licite de retirer cet « organe de pure volupté non nécessaire à la conception » que d'amputer un membre malade. À leur suite, Thésée Pouillet, Pierre Garnier ou Paul Broca l'utilisent en prétendant lutter contre l'onanisme. Dans les années 1950, le phimosis clitoridien est suspecté d'être à l'origine de frigidité, et plusieurs médecins américains recommandent l'ablation du capuchon clitoridien.

## Pratique à visée esthétique
Elle peut être pratiquée au nom de l'esthétique bien qu'elle corresponde à la définition des mutilations génitales, l'exclusion de cette qualification étant justifiée par le confort mental qu'elle serait susceptible d'apporter, argument qu'une sociologue suisse analyse comme la pratique d'un double discours selon la couleur de peau des femmes concernées.

## Reconstruction
En 2006, les médecins Pierre Foldes et Christine Louis-Sylvestre proposent une opération de chirurgie reconstructrice.